# Comisiones de Barrios y Fábricas
Les anomenades Comisiones de Barrios y Fábricas eren un grup de joves de Cornellà de Llobregat (membres en gran part de les joventuts de CCOO, l'HOAC o la JOC) constituïts al voltant del sacerdot Joan-Nepomucè García Nieto i París, que formaran una xarxa il·legal que buscarà la denúncia de totes les injustícies que consideren que la dictadura franquista està cometent als carrers i a les fàbriques de les ciutats industrials del Baix Llobregat. Van sumar activistes del moviment sindical i el moviment veïnal arribant a tenir més d'un centenar de membres actius i van estar presents a les assemblees de treballadors de les principals empreses.
La seva formació la podríem datar a l'any 1968, durant la celebració d'una «Setmana de la Joventut» organitzada per joves que provenien de sectors pròxims a organitzacions parroquials obreristes (HOAC i Joventut Obrera Catòlica) que començaven a expressar opinions crítiques respecte al desert cultural de la Cornellà dels anys seixanta. Així doncs, van començar a participar d'una manera renovadora en la revista local El Pensamiento, van organitzar activitats teatrals, sessions de cine-fòrum i recitals de cantants del moviment de la «Nova Cançó», superant així la dinàmica majoritària entre els joves de limitar-se a divertir-se en el ball dominical del Pati Blau i a les discoteques dels pobles veïns. Mitjançant aquesta associació es distribuirà informació clandestina editada per ells mateixos, se cercarà l'ajut econòmic per a les famílies dels obrers acomiadats per la seva activitat sindical (assolint un paper important a la vaga de ELSA), s'escamparan octavetes a la universitat, es convocaran manifestacions en reivindicació de serveis bàsics per a la població, entre d'altres.
Seran especialment actives durant les inundacions de Cornellà, la tardor del 1971, organitzant els seus membres l'ajuda als damnificats al mateix temps que denuncien la manca de previsió i la falta que constitueix per a les autoritats el no haver canalitzat el riu. Serà aleshores quan la majoria dels seus membres, en busca d'una estructura organitzativa coordinadora, s'uniran al partit Bandera Roja, una organització comunista maoista, i s'introduiran en organitzacions legals, com les associacions de veïns i els centres socials com el Casino Cultural de Sant Ildefons, o el Patronat Cultural i Recreatiu, buscant combatre el règim franquista amb accions de propaganda i desestabilització. A partir del 1973 part dels seus membres van passar a formar part de Comissions Obreres.
Entre 1971 i 1974 Comisiones de Barrios y Fábricas del Baix Llobregat va editar la publicació Prensa Obrera, fent un total de 18 números.